# Andrakammarvalet i Sverige 1878
Andrakammarvalet i Sverige 1878 hölls under år 1878.
Enligt valforskare Peter Esaiasson är det "svårt att hitta karakteristiska kännetecken för 1870-talets tre andrakammarval". Valrörelserna var lokalt inriktade och i långa stycken isolerade från varandra och någon nationell valdebatt samlad kring en eller flera centrala valfrågor förekom inte. Avsaknaden av politiska partier och dåvarande valmetoden, oftast majoritetsval i enmansvalskretsar, uppmuntrade därtill till utpräglade personval. Esaiasson ger dock valen epiteterna första, andra respektive tredje försvarsvalet då det speglar decenniets viktigaste politiska fråga, reformeringen av försvaret (se indelningsverkets avskaffande och beväringen).

## Valsystem
Valsättet var en blandning av indirekta- och direkta val. I 73 av landsbygdens 140 valkretsar tillämpades direkta val och detsamma gällde 37 av de 40 stadsvalkretsarna. Resterande 67 landsbygdsvalkretsar och 3 stadsvalkretsar tillämpade alltså indirekta val, vilka utfördes av elektorer. Stadsvalkretsarna valde totalt 64 ledamöter. Dessa var i regel enmansvalkretsar med undantag för de största städerna som fick fler mandat, dessa var; Stockholm (16 mandat), Göteborg (7 mandat), Malmö (3 mandat) och Norrköping (2 mandat). Alla landsbygdsvalkretsar hade ett mandat var.
Rösträtt till andra kammaren hade män som var över 21 år och hade inkomst på minst 800 kronor per år eller ägde en fastighet taxerad till minst 1 000 kronor, eller arrenderade en fastighet taxerad till minst 6 000 kronor. För att vara valbar skulle man ha fyllt 25 år och bo i valkretsen. Av folkmängden den 31 december 1877, 4 484 542, var 270 337 (6,0 %) valberättigade.

## Valresultat
Siffrorna avser de sammanlagda röstetalen för riksdagsledamöter som tillhörde respektive partigrupp under riksdagen 1879. Det ska också påpekas att partigrupperingarna var löst sammansatta och att partigruppsbyten inte var ovanliga. Kandidaterna gick inte till val under partibeteckningen och ställde ofta inte ut något valprogram. Uppgifter om antalet röster, liksom antalet mandat, baserat på uppgifter om riksdagsledamöters partitillhörighet från bokserien Tvåkammarriksdagen 1867–1970. Röstetalen på valkretsnivå är hämtade från SCB. I stadsvalkretsar med flera mandat har röstetalen skattats . 
| Parti                | Parti                | Röstfördelning | Röstfördelning | Mandat | Mandat |
| Parti                | Parti                | Röster         | Elektorer      | Antal  | +/-    |
| -------------------- | -------------------- | -------------- | -------------- | ------ | ------ |
|                      | Lantmannapartiet     | 10 453         | 914            | 92     | +-0    |
|                      | Centern              | 5 010          | 175            | 34     | +4     |
|                      | Obundna              | 9 171          | 451            | 78     | +2     |
|                      | Övriga               | 16 799         | 700            | -      | -      |
| Antal giltiga röster | Antal giltiga röster | 41 433         | 2 240          | 204    | +6     |
| Ogiltiga röster      | Ogiltiga röster      | 1 253          | 43             |        |        |
| Totalt               | Totalt               | 42 686         | 2 283          |        |        |

### Valdeltagande

#### Antal
|              | Direkta val | Indirekta val | Samtliga val |
| ------------ | ----------- | ------------- | ------------ |
| Städerna     | 16 168      | 639           | 16 807       |
| Landsbygden  | 26 518      | 11 496        | 38 014       |
| Hela Sverige | 42 686      | 12 135        | 54 821       |

#### Andel
|              | Direkta val | Indirekta val | Samtliga val |
| ------------ | ----------- | ------------- | ------------ |
| Städerna     | 39,8        | 33,0          | 39,5         |
| Landsbygden  | 23,1        | 10,2          | 16,7         |
| Hela Sverige | 27,5        | 10,6          | 20,3         |

## Fotnoter
1. ↑  Esaiasson, Peter (1990). Svenska valkampanjer 1866-1988. Allmäna förlaget. https://libris.kb.se/bib/7269161. Läst 13 februari 2025.
2. ↑  Sveriges historia under 1800- och 1900-talen, Lars-Arne Norborg
3. ↑  I dessa valkretsar har ett partis röstetal dividerats på antalet röster varje väljare hade att ge. Annars skulle dessa valkretsar överrepresenteras kraftigt i röstfördelningen.